# Gerhard Behrendt (Politiker)
Gerhard Behrendt (* 11. November 1943 in Wismar) ist ein ehemaliger deutscher Politiker (SPD). Er war von Mai bis Oktober 1990 Staatssekretär im Ministerium für Umwelt, Naturschutz, Energie und Reaktorsicherheit in der letzten DDR-Regierung von Lothar de Maizière.

## Leben
Nach dem Abitur im Jahr 1961 in Dessau arbeitete Gerhard Behrendt im VEB Stickstoffwerke Piesteritz. Von 1962 bis 1967 absolvierte er ein Studium der Chemie an der Humboldt-Universität zu Berlin. Nach dem erfolgreichen Abschluss arbeitete er dann als Chemiker im Institut für Hochpolymere an der Akademie der Wissenschaften der DDR. Zwischen 1967 und 1969 leistete er seinen Wehrdienst in der NVA ab. Nach der Rückkehr an die Akademie der Wissenschaften wurde Behrendt 1971 am Zentralinstitut für organische Chemie promoviert. Im Jahr 1984 wechselte er an das Institut für Molekularbiologie, wo er sich mit Syntheseprozessen und Nachweismethoden in der Molekularbiologie beschäftigte.
Während der Wendezeit trat Behrendt im Oktober 1989 in die neu gegründete SDP (ab Januar 1990 SPD) ein und arbeitet in der AG Ökologie/Ökonomie sowie Wissenschaft mit. Im Mai 1990 berief ihn Lothar de Maizière als Staatssekretär in das Umweltministerium der letzten DDR-Regierung, wo er bis zur Wiedervereinigung im Oktober 1990 im Amt war. Nach dem Ende der DDR war Behrendt zunächst in der Altlastenbewertung und -sanierung tätig, bevor er 1995 an die Technische Hochschule Wildau berufen wurde. Von 2010 bis 2014 war Behrendt zudem Mitglied des Beirats für Nachhaltige Entwicklung des Landes Brandenburg.